# Marc Dalton
Pour les articles homonymes, voir Dalton.
Marc Dalton, né le 3 juin 1960 en Allemagne de l'Ouest, est un enseignant et homme politique canadien.
De 2009 à 2017, il est député provincial de la circonscription de Maple Ridge-Mission à l'Assemblée législative de la Colombie-Britannique sous la bannière du Parti libéral de la Colombie-Britannique.
Depuis les élections fédérales de 2019, il est député fédéral de la circonscription de Pitt Meadows—Maple Ridge à la Chambre des communes du Canada sous la bannière du Parti conservateur du Canada.

## Biographie
Né le 3 juin 1960 sur la base des Forces canadiennes Baden–Soellingen (en) en Allemagne de l'Ouest, Marc Dalton détient un baccalauréat en français et en histoire et d'une maîtrise en leadership pédagogique. Il enseigne aux niveaux primaire et secondaire dans le district scolaire de Maple Ridge-Pitt Meadows.

### Carrière politique
Lors des élections fédérales de 2006, Marc Dalton est candidat du Parti conservateur du Canada dans la circonscription de Burnaby—New Westminster. Il termine troisième avec 27,6 % des voix à 5 027 voix du gagnant néo-démocrate, le député sortant Peter Julian.
Marc Dalton est élu député à l'Assemblée législative de la Colombie-Britannique dans la circonscription de Maple Ridge-Mission lors des élections de mai 2009. En septembre 2012, il est nommé secrétaire parlementaire du ministre de l'Éducation pour les écoles indépendantes. Il est réélu en 2013 mais battu en 2017 par le néo-démocrate Bob D'Eith (en).
En 2019, il se lance de nouveau en politique fédérale comme candidat du Parti conservateur du Canada dans la circonscription de Pitt Meadows—Maple Ridge. Il remporte l'élection avec 36.2 % des voix et une majorité de 3 525 voix sur le député sortant du Parti libéral, Dan Ruimy (en) et devient député à la Chambre des communes de la circonscription. Il est réélu en 2021 avec une majorité diminuée à 2 502 voix.